# Seznam dílů seriálu Taková moderní rodinka
Toto je seznam dílů seriálu Taková moderní rodinka. Americký komediální televizní seriál Taková moderní rodinka měl premiéru 23. září 2009 na stanici ABC.

## Přehled řad
| Řada | Díly | Premiéra v USA | Premiéra v USA  | Rating a sledovanost | Rating a sledovanost                   | Premiéra v ČR   | Premiéra v ČR     |
| Řada | Díly | První díl      | Poslední díl    | Rating řady          | Sledovanost v USA (v milionech diváků) | První díl       | Poslední díl      |
| ---- | ---- | -------------- | --------------- | -------------------- | -------------------------------------- | --------------- | ----------------- |
| 1    | 24   | 23. září 2009  | 19. května 2010 | 36                   | 9,39                                   | 26. dubna 2010  | 28. června 2010   |
| 2    | 24   | 22. září 2010  | 25. května 2011 | 24                   | 11,89                                  | 1. února 2011   | 13. července 2011 |
| 3    | 24   | 21. září 2011  | 23. května 2012 | 15                   | 12,93                                  | 30. ledna 2012  | 1. srpna 2012     |
| 4    | 24   | 26. září 2012  | 22. května 2013 | 18                   | 12,31                                  | 12. února 2013  | 1. srpna 2013     |
| 5    | 24   | 25. září 2013  | 21. května 2014 | 19                   | 11,79                                  | 20. března 2014 | 10. července 2014 |
| 6    | 24   | 24. září 2014  | 20. května 2015 | 24                   | 11,91                                  | 3. února 2015   | 25. června 2015   |
| 7    | 22   | 23. září 2015  | 18. května 2016 | 36                   | 9,83                                   | 2. února 2016   | 24. června 2016   |
| 8    | 22   | 21. září 2016  | 17. května 2017 | 34                   | 8,79                                   | 27. ledna 2017  | 23. června 2017   |
| 9    | 22   | 27. září 2017  | 16. května 2018 | 58                   | 7,09                                   | 2. února 2018   | 29. června 2018   |
| 10   | 22   | 26. září 2018  | 8. května 2019  | 65                   | 6,40                                   | 10. února 2019  | 14. července 2019 |
| 11   | 18   | 25. září 2019  | 8. dubna 2020   | 48                   | 7,10                                   | 9. února 2020   | 7. června 2020    |

## Seznam dílů

### První řada (2009–2010)
| Č. v seriálu | Č. v řadě | Původní název      | Český název                     | Režie           | Scénář                             | Premiéra v USA     | Premiéra v ČR   | Prod. kód | Sledovanost v USA (v milionech diváků) |
| ------------ | --------- | ------------------ | ------------------------------- | --------------- | ---------------------------------- | ------------------ | --------------- | --------- | -------------------------------------- |
| 1            | 1         | Pilot              | Pilot                           | Jason Winer     | Steven Levitan a Christopher Lloyd | 23. září 2009      | 26. dubna 2010  | 1ARG79    | 12,60                                  |
| 2            | 2         | The Bicycle Thief  | Zloděj kol                      | Jason Winer     | Bill Wrubel                        | 30. září 2009      | 27. dubna 2010  | 1ARG02    | 9,99                                   |
| 3            | 3         | Come Fly with Me   | Letecký den                     | Reginald Hudlin | Dan O'Shannon                      | 7. října 2009      | 28. dubna 2010  | 1ARG04    | 8,82                                   |
| 4            | 4         | The Incident       | Incident                        | Jason Winer     | Steven Levitan                     | 14. října 2009     | 3. května 2010  | 1ARG05    | 9,35                                   |
| 5            | 5         | Coal Digger        | Blátokopka                      | Jason Winer     | Christopher Lloyd                  | 21. října 2009     | 4. května 2010  | 1ARG03    | 8,66                                   |
| 6            | 6         | Run for Your Wife  | Utíkej jako o ženu              | Jason Winer     | Paul Corrigan a Brad Walsh         | 28. října 2009     | 5. května 2010  | 1ARG01    | 9,32                                   |
| 7            | 7         | En Garde           | En Garde Do střehu (SerialZone) | Randall Einhorn | Danny Zuker                        | 4. listopadu 2009  | 10. května 2010 | 1ARG06    | 8,77                                   |
| 8            | 8         | Great Epectations  | Velká očekávání                 | Jason Winer     | Joe Lawson                         | 18. listopadu 2009 | 11. května 2010 | 1ARG07    | 9,16                                   |
| 9            | 9         | Fizbo              | Fizbo                           | Jason Winer     | Paul Corrigan a Brad Walsh         | 25. listopadu 2009 | 12. května 2010 | 1ARG09    | 7,12                                   |
| 10           | 10        | Undeck the Halls   | Sundejte ozdoby                 | Randall Einhorn | Dan O'Shannon                      | 9. prosince 2009   | 17. května 2010 | 1ARG11    | 9,67                                   |
| 11           | 11        | Up All Night       | Probdělá noc                    | Michael Spiller | Christopher Lloyd                  | 6. ledna 2010      | 18. května 2010 | 1ARG10    | 10,22                                  |
| 12           | 12        | Not in My House    | Tohle v domě nestrpím           | Chris Koch      | Caroline Williams                  | 13. ledna 2010     | 19. května 2010 | 1ARG08    | 7,83                                   |
| 13           | 13        | Fifteen Percent    | Patnáct procent                 | Jason Winer     | Steven Levitan                     | 20. ledna 2010     | 24. května 2010 | 1ARG12    | 9,83                                   |
| 14           | 14        | Moon Landing       | Přistání na Měsíci              | Jason Winer     | Bill Wrubel                        | 3. února 2010      | 25. května 2010 | 1ARG13    | 9,19                                   |
| 15           | 15        | My Funky Valentine | Nevšední Valentýn               | Michael Spiller | Jerry Collins                      | 10. února 2010     | 26. května 2010 | 1ARG16    | 9,84                                   |
| 16           | 16        | Fears              | Tváří v tvář strachu            | Reggie Hudlin   | Steven Levitan                     | 3. března 2010     | 31. května 2010 | 1ARG18    | 8,01                                   |
| 17           | 17        | Truth Be Told      | Lež má krátké nohy              | Jason Winer     | Joe Lawson                         | 10. března 2010    | 1. června 2010  | 1ARG17    | 8,95                                   |
| 18           | 18        | Starry Night       | Hvězdná noc                     | Jason Winer     | Danny Zuker                        | 24. března 2010    | 2. června 2010  | 1ARG15    | 9,18                                   |
| 19           | 19        | Game Changer       | Nečekaný zvrat                  | Kevin Sullivan  | Joe Lawson, Alex Herschlag         | 31. března 2010    | 7. června 2010  | 1ARG21    | 9,51                                   |
| 20           | 20        | Benched            | Trenérská lavička               | Chris Koch      | Danny Zuker                        | 14. dubna 2010     | 8. června 2010  | 1ARG20    | 8,88                                   |
| 21           | 21        | Travels with Scout | Skaut cestovatel                | Seth Gordon     | Paul Corrigan a Brad Walsh         | 28. dubna 2010     | 9. června 2010  | 1ARG14    | 10,01                                  |
| 22           | 22        | Airport 2010       | Letiště 2010                    | Jason Winer     | Jan O'Shannon a Bill Wrubel        | 5. května 2010     | 14. června 2010 | 1ARG19    | 9,48                                   |
| 23           | 23        | Hawaii             | Havaj                           | Steven Levitan  | Paul Corrigan a Brad Walsh         | 12. května 2010    | 21. června 2010 | 1ARG23    | 10,34                                  |
| 24           | 24        | Family Portrait    | Rodinná fotografie              | Jason Winer     | Ilana Wernick                      | 19. května 2010    | 28. června 2010 | 1ARG22    | 10,14                                  |

### Druhá řada (2010–2011)
| Č. v seriálu | Č. v řadě | Původní název              | Český název              | Režie                | Scénář                                    | Premiéra v USA     | Premiéra v ČR     | Prod. kód | Sledovanost v USA (v milionech diváků) |
| ------------ | --------- | -------------------------- | ------------------------ | -------------------- | ----------------------------------------- | ------------------ | ----------------- | --------- | -------------------------------------- |
| 25           | 1         | The Old Wagon              | Staré auto               | Michael Spiller      | Bill Wrubel                               | 22. září 2010      | 1. února 2011     | 2ARG05    | 12,67                                  |
| 26           | 2         | The Kiss                   | Polibek                  | Scott Ellis          | Abraham Higginbotham                      | 29. září 2010      | 2. února 2011     | 2ARG04    | 11,92                                  |
| 27           | 3         | Earthquake                 | Zemětřesení              | Michael Spiller      | Paul Corrigan a Brad Walsh                | 6. října 2010      | 7. února 2011     | 2ARG01    | 11,44                                  |
| 28           | 4         | Strangers on a Treadmill   | Cizinci na běžeckém pásu | Scott Ellis          | Danny Zuker                               | 13. února 2010     | 8. února 2011     | 2ARG02    | 11,45                                  |
| 29           | 5         | Unplugged                  | Život offline            | Michael Spiller      | Steven Levitan                            | 20. října 2010     | 9. února 2011     | 2ARG06    | 11,97                                  |
| 30           | 6         | Halloween                  | Halloween                | Michael Spiller      | Jeffrey Richman                           | 27. října 2010     | 14. února 2011    | 2ARG09    | 13,14                                  |
| 31           | 7         | Chirp                      | Pípání                   | Michael Spiller      | Dan O'Shannon                             | 3. listopadu 2010  | 15. února 2011    | 2ARG03    | 12,24                                  |
| 32           | 8         | Manny Get Your Gun         | Mannyho narozeniny       | Michael Spiller      | Christopher Lloyd                         | 17. listopadu 2010 | 16. února 2011    | 2ARG11    | 12,09                                  |
| 33           | 9         | Mother Tucker              | Paní Tuckerová           | Michael Spiller      | Paul Corrigan a Brad Walsh                | 24. listopadu 2010 | 21. února 2011    | 2ARG07    | 10,57                                  |
| 34           | 10        | Dance Dance Revelation     | Školní ples              | Gail Mancuso         | Ilana Wernick                             | 8. prosince 2010   | 22. února 2011    | 2ARG08    | 11,07                                  |
| 35           | 11        | Slow Down Your Neighbors   | Zpomalte, sousedi!       | Gail Mancuso         | Ilana Wernick                             | 5. ledna 2011      | 23. února 2011    | 2ARG12    | 11,83                                  |
| 36           | 12        | Our Children, Ourselves    | Naše děti a my           | Adam Shankman        | Dan O'Shannon a Bill Wrubel               | 12. ledna 2011     | 28. února 2011    | 2ARG10    | 11,12                                  |
| 37           | 13        | Caught in the Act          | Chyceni při činu         | Michael Spiller      | Steven Levitan a Jeffrey Richman          | 19. ledna 2011     | 20. června 2011   | 2ARG13    | 10,94                                  |
| 38           | 14        | Bixby's Back               | Bixby je zpátky          | Chris Koch           | Danny Zuker                               | 9. února 2011      | 21. června 2011   | 2ARG16    | 13,16                                  |
| 39           | 15        | Princess Party             | Oslava s princeznou      | Michael Spiller      | Elaine Ko                                 | 16. února 2011     | 22. června 2011   | 2ARG17    | 10,57                                  |
| 40           | 16        | Regrets Only               | Problémy s hosty         | Dean Parisot         | Abraham Higginbotham                      | 23. února 2011     | 27. června 2011   | 2ARG14    | 10,17                                  |
| 41           | 17        | Two Monkeys and a Panda    | Dva opičáci a panda      | Beth McCarthy-Miller | Carol Leifer                              | 2. března 2011     | 28. června 2011   | 2ARG15    | 10,11                                  |
| 42           | 18        | Boys' Night                | Pánská jízda             | Chris Koch           | Steven Levitan a Jeffrey Richman          | 23. března 2011    | 29. června 2011   | 2ARG20    | 10,90                                  |
| 43           | 19        | The Musical Man            | Muzikálová mánie         | Michael Spiller      | Paul Corrigan a Brad Walsh                | 13. dubna 2011     | 4. července 2011  | 2ARG19    | 9,61                                   |
| 44           | 20        | Someone to Watch Over Lily | Kdo se postará o Lily?   | Michael Spiller      | Bill Wrubel                               | 20. dubna 2011     | 5. července 2011  | 2ARG18    | 9,95                                   |
| 45           | 21        | Mother's Day               | Den matek                | Michael Spiller      | Dan O'Shannon a Ilana Wernick             | 4. května 2011     | 6. července 2011  | 2ARG21    | 9,90                                   |
| 46           | 22        | Good Cop Bad Dog           | Hodný polda, zlý pes     | Fred Savage          | Abraham Higginbotham                      | 11. května 2011    | 11. července 2011 | 2ARG22    | 10,15                                  |
| 47           | 23        | See You Next Fall          | Na shledanou na podzim   | Steven Levitan       | Danny Zuker                               | 18. května 2011    | 12. července 2011 | 2ARG24    | 10,30                                  |
| 48           | 24        | The One That Got Away      | Jayovy narozeniny        | Jim Bagdonas         | Paul Corrigan, Brad Walsh a Dan O'Shannon | 25. května 2011    | 13. července 2011 | 2ARG23    | 10,31                                  |

### Třetí řada (2011–2012)
| Č. v seriálu | Č. v řadě | Původní název           | Český název               | Režie           | Scénář                                        | Premiéra v USA     | Premiéra v ČR     | Prod. kód | Sledovanost v USA (v milionech diváků) |
| ------------ | --------- | ----------------------- | ------------------------- | --------------- | --------------------------------------------- | ------------------ | ----------------- | --------- | -------------------------------------- |
| 49           | 1         | Dude Ranch              | Dovolená na ranči         | Jason Winer     | Paul Corrigan, Brad Walsh a Dan O'Shannon     | 21. září 2011      | 30. ledna 2011    | 3ARG03    | 14,53                                  |
| 50           | 2         | When Good Kids Go Bad   | Když začnou děti zlobit   | Michael Spiller | Jeffrey Richman                               | 21. září 2011      | 31. ledna 2011    | 3ARG02    | 14,53                                  |
| 51           | 3         | Phil on Wire            | Phil na laně              | Jason Winer     | Bianca Douglas a Danny Zuker                  | 28. září 2011      | 1. února 2012     | 3ARG01    | 14,53                                  |
| 52           | 4         | Door to Door            | Od domu k domu            | Jason Winer     | Bianca Douglas a Danny Zuker                  | 5. října 2011      | 6. února 2012     | 3ARG04    | 13,45                                  |
| 53           | 5         | Hit and Run             | Tvrdý náraz               | Jason Winer     | Elaine Ko                                     | 12. října 2011     | 7. února 2012     | 3ARG06    | 13,65                                  |
| 54           | 6         | Go Bullfrogs!           | Bulbrouci                 | Scott Ellis     | Abraham Higginbotham                          | 19. října 2011     | 8. února 2012     | 3ARG07    | 13,04                                  |
| 55           | 7         | Treehouse               | Bunkr                     | Jason Winer     | Steven Levitan                                | 2. listopadu 2011  | 13. února 2012    | 3ARG08    | 13,37                                  |
| 56           | 8         | After the Fire          | Požár                     | Fred Savage     | Danny Zuker                                   | 16. listopadu 2011 | 14. února 2012    | 3ARG09    | 12,91                                  |
| 57           | 9         | Punkin Chunkin          | Rozblemclá dýně           | Michael Spiller | Ben Karlin                                    | 23. listopadu 2011 | 15. února 2012    | 3ARG05    | 12,72                                  |
| 58           | 10        | Express Christmas       | Expresní Vánoce           | Michael Spiller | Cindy Chupack                                 | 7. prosince 2011   | 20. února 2012    | 3ARG10    | 12,20                                  |
| 59           | 11        | Lifetime Supply         | Doživotní zásoba          | Chris Koch      | Jeffrey Richman a Bill Wrubel                 | 4. ledna 2012      | 21. února 2012    | 3ARG11    | 14,03                                  |
| 60           | 12        | Egg Drop                | Vajíčkový projekt         | Jason Winer     | Paul Corrigan a Brad Walsh                    | 11. ledna 2012     | 22. února 2012    | 3ARG12    | 12,12                                  |
| 61           | 13        | Little Bo Bleep         | Hubatá slečinka           | Chris Koch      | Cindy Chupack                                 | 18. ledna 2012     | 9. července 2012  | 3ARG14    | 11,89                                  |
| 62           | 14        | Me? Jealous?            | Já, žárlit?               | Michael Spiller | Ben Karlin                                    | 8. února 2012      | 10. července 2012 | 3ARG13    | 12,90                                  |
| 63           | 15        | Aunt Mommy              | Tetička máma              | Michael Spiller | Abraham Higginbotham a Dan O'Shannon          | 15. února 2012     | 11. července 2012 | 3ARG15    | 11,23                                  |
| 64           | 16        | Virgin Territory        | Tahle země není pro panny | Jason Winer     | Elaine Ko                                     | 22. února 2012     | 16. července 2012 | 3ARG17    | 11,54                                  |
| 65           | 17        | Leap Day                | Přestupný den             | Gail Mancuso    | Danny Zuker                                   | 29. února 2012     | 17. července 2012 | 3ARG19    | 11,63                                  |
| 66           | 18        | Send Out the Clowns     | Vypusťte klauny           | Steven Levitan  | Steven Levitan, Jeffrey Richman a Bill Wrubel | 14. března 2012    | 18. července 2012 | 3ARG16    | 10,60                                  |
| 67           | 19        | Election Day            | Den voleb                 | Bryan Cranston  | Ben Karlin                                    | 11. dubna 2012     | 23. července 2012 | 3ARG20    | 10,35                                  |
| 68           | 20        | The Last Walt           | Rozloučení s Waltem       | Michael Spiller | Dan O'Shannon, Paul Corrigan a Brad Walsh     | 18. dubna 2012     | 24. července 2012 | 3ARG21    | 10,21                                  |
| 69           | 21        | Planes, Trains and Cars | Auta, vlaky, letadla      | Michael Spiller | Paul Corrigan a Brad Walsh                    | 2. května 2012     | 25. července 2012 | 3ARG18    | 10,06                                  |
| 70           | 22        | Disneyland              | Disneyland                | James Bagdonas  | Cindy Chupack                                 | 9. května 2012     | 30. července 2012 | 3ARG22    | 10,58                                  |
| 71           | 23        | Tableau Vivant          | Živý obraz                | Gail Mancuso    | Elaine Ko, Jeffrey Richman a Bill Wrubel      | 16. května 2012    | 31. července 2012 | 3ARG23    | 9,36                                   |
| 72           | 24        | Baby on Board           | Velký den                 | Steven Levitan  | Abraham Higginbotham                          | 23. května 2012    | 1. srpna 2012     | 3ARG24    | 10,07                                  |

### Čtvrtá řada (2012–2013)
| Č. v seriálu | Č. v řadě | Původní název         | Český název                                              | Režie                | Scénář                                                                                                   | Premiéra v USA     | Premiéra v ČR     | Prod. kód | Sledovanost v USA (v milionech diváků) |
| ------------ | --------- | --------------------- | -------------------------------------------------------- | -------------------- | --- | ------------------ | ----------------- | --------- | -------------------------------------- |
| 73           | 1         | Bringing Up Baby      | Velká novina Výchova dítěte (Disney+)                    | Steven Levitan       | Paul Corrigan a Brad Walsh                                                                               | 26. září 2012      | 12. února 2013    | 4ARG01    | 14,44                                  |
| 74           | 2         | Schooled              | My všichni školou povinní Škola (Disney+)                | Jeff Melman          | Steven Levitan a Dan O'Shannon                                                                           | 10. října 2012     | 13. února 2013    | 4ARG03    | 12,08                                  |
| 75           | 3         | Snip                  | Šmik                                                     | Gail Mancuso         | Danny Zuker                                                                                              | 10. října 2012     | 14. února 2013    | 4ARG02    | 12,31                                  |
| 76           | 4         | The Butler's Escape   | Sluhův únik Útěk komorníka (Disney+)                     | Beth McCarthy-Miller | Bill Wrubel                                                                                              | 17. října 2012     | 19. února 2013    | 4ARG04    | 12,28                                  |
| 77           | 5         | Open House of Horrors | Plný dům hrůzy Den otevřených dveří plný hrůzy (Disney+) | Jim Bagdonas         | Elaine Ko                                                                                                | 24. října 2012     | 20. února 2013    | 4ARG06    | 12,52                                  |
| 78           | 6         | Yard Sale             | Zahradní výprodej Výprodej na dvoře (Disney+)            | Gail Mancuso         | Abraham Higginbotham                                                                                     | 31. října 2012     | 21. února 2013    | 4ARG05    | 10,62                                  |
| 79           | 7         | Arrested              | Zadržená Zatčená (Disney+)                               | Gail Mancuso         | Becky Mann a Audra Sielaff                                                                               | 7. listopadu 2012  | 26. února 2013    | 4ARG07    | 12,43                                  |
| 80           | 8         | Mistery Date          | Rande naslepo Záhadné rande (Disney+)                    | Beth McCarthy-Miller | Jeffrey Richman                                                                                          | 14. listopadu 2012 | 27. února 2013    | 4ARG08    | 11,89                                  |
| 81           | 9         | When a Tree Falls     | Když se kácí strom                                       | Steven Levitan       | Ben Karlin                                                                                               | 28. listopadu 2012 | 28. února 2013    | 4ARG09    | 12,01                                  |
| 82           | 10        | Diamond in the Rough  | Skrytý talent Kutilové (Disney+)                         | Gail Mancuso         | Dan O'Shannon, Becky Mann a Audra Sielaff                                                                | 12. prosince 2012  | 5. března 2013    | 4ARG11    | 10,94                                  |
| 83           | 11        | New Year's Eve        | Silvestr                                                 | Fred Goss            | Abraham Higginbotham a Jeffrey Richman                                                                   | 9. ledna 2013      | 6. března 2013    | 4ARG13    | 12,04                                  |
| 84           | 12        | Party Crasher         | Oslava s překvapením Večírek s překvapením (Disney+)     | Fred Savage          | Danny Zuker a Christopher Lloyd                                                                          | 16. ledna 2013     | 7. března 2013    | 4ARG10    | 11,01                                  |
| 85           | 13        | Fulgencio             | Fulgencio                                                | Lev L. Spiro         | Bill Wrubel                                                                                              | 23. ledna 2013     | 9. července 2013  | 4ARG12    | 10,83                                  |
| 86           | 14        | A Slight at the Opera | Fantomové opery Malý úlet v opeře (Disney+)              | Jim Bagdonas         | Paul Corrigan a Brad Walsh                                                                               | 6. února 2013      | 10. července 2013 | 4ARG14    | 9,83                                   |
| 87           | 15        | Heart Broken          | Když srdce poroučí Zlomená srdce (Disney+)               | Beth McCarthy-Miller | Danny Zuker                                                                                              | 13. února 2013     | 11. července 2013 | 4ARG18    | 10,05                                  |
| 88           | 16        | Bad Hair Day          | Zlaté časy s vlasy Špatný den (Disney+)                  | Gail Mancudo         | Elaine Ko                                                                                                | 20. února 2013     | 16. července 2013 | 4ARG16    | 10,64                                  |
| 89           | 17        | Best Men              | Svědkové                                                 | Steven Levitan       | námět: Dan O'Shannon, Abraham Higginbotham a Bianca Douglas scénář: Dan O'Shannon a Abraham Higginbotham | 27. února 2013     | 17. července 2013 | 4ARG15    | 10,53                                  |
| 90           | 18        | The Wow Factor        | Wow faktor Ohromení (Disney+)                            | Steven Levitan       | Ben Karlin                                                                                               | 27. března 2013    | 18. července 2013 | 4ARG17    | 9,09                                   |
| 91           | 19        | The Future Dunphys    | Budoucnost rodu Dunphyů Budoucí Dunphyové (Disney+)      | Ryan Case            | Elaine Ko                                                                                                | 3. dubna 2013      | 23. července 2013 | 4ARG20    | 10,88                                  |
| 92           | 20        | Flip Flop             | Hledá se kupec Prodává se dům (Disney+)                  | Gail Mancusi         | Jeffrey Richman a Bill Wrubel                                                                            | 10. dubna 2013     | 24. července 2013 | 4ARG19    | 10,34                                  |
| 93           | 21        | Career Day            | Není práce jako práce Den povolání (Disney+)             | Jim Hensz            | Paul Corrigan a Brad Walsh                                                                               | 1. května 2013     | 25. července 2013 | 4ARG21    | 9,64                                   |
| 94           | 22        | My Hero               | Můj hrdina                                               | Gail Mancuso         | Abraham Higginbotham                                                                                     | 8. května 2013     | 30. července 2013 | 4ARG22    | 9,02                                   |
| 95           | 23        | Games People Play     | Hra na pravdu Hry, které lidi hrají (Disney+)            | Alisa Statman        | námět: Danny Zuker scénář: Ben Karlin                                                                    | 15. května 2013    | 31. července 2013 | 4ARG24    | 10,03                                  |
| 96           | 24        | Goodnight Gracie      | Sbohem, Grace Spi sladce, Gracie (Disney+)               | Steven Levitan       | Steven Levitan a Jeffrey Richman                                                                         | 22. května 2013    | 1. srpna 2013     | 4ARG23    | 10,01                                  |

### Pátá řada (2013–2014)
| Č. v seriálu | Č. v řadě | Původní název           | Český název                                                    | Režie                | Scénář                                                 | Premiéra v USA     | Premiéra v ČR     | Prod. kód | Sledovanost v USA (v milionech diváků) |
| ------------ | --------- | ----------------------- | -------------------------------------------------------------- | -------------------- | ------------------------------------------------------ | ------------------ | ----------------- | --------- | -------------------------------------- |
| 97           | 1         | Suddenly, Last Summer   | Slasti a strasti léta Vlahé letní večery (Disney+)             | James Bagdonas       | Jeffrey Richman                                        | 25. září 2013      | 20. března 2014   | 5ARG01    | 11,71                                  |
| 98           | 2         | First Days              | První dny                                                      | Steven Levitan       | Paul Corrigan a Brad Walsh                             | 25. září 2013      | 25. března 2014   | 5ARG02    | 11,65                                  |
| 99           | 3         | Larry's Wife            | Larryho manželka Larryho žena (Disney+)                        | Jeffrey Walker       | Bill Wrubel                                            | 2. října 2013      | 26. března 2014   | 5ARG05    | 11,12                                  |
| 100          | 4         | Farm Strong             | Farmářské gule Tajemství (Disney+)                             | Alisa Statman        | Elaine Ko                                              | 9. října 2013      | 27. března 2014   | 5ARG04    | 10,64                                  |
| 101          | 5         | The Late Show           | Kdo pozdě chodí... Hádej, kdo přišel pozdě na večeři (Disney+) | Beth McCarthy-Miller | Abraham Higginbotham                                   | 16. října 2013     | 1. dubna 2014     | 5ARG06    | 10,94                                  |
| 102          | 6         | The Help                | Výpomoc Chůvák (Disney+)                                       | Jim Hensz            | Danny Zuker                                            | 23. října 2013     | 2. dubna 2014     | 5ARG07    | 10,32                                  |
| 103          | 7         | A Fair to Remember      | Pouť, na kterou se nezapomíná Pouť (Disney+)                   | Beth McCarthy-Miller | Emily Spivey                                           | 13. listopadu 2013 | 3. dubna 2014     | 5ARG09    | 10,75                                  |
| 104          | 8         | ClosetCon '13           | SkříňoCon 2013 Closetcon 2013 (Disney+)                        | Fred Savage          | Ben Karlin                                             | 20. listopadu 2013 | 8. dubna 2014     | 5ARG08    | 10,19                                  |
| 105          | 9         | The Big Game            | Teď, nebo nikdy Velký zápas (Disney+)                          | Beth McCarthy-Miller | Megan Ganz                                             | 4. prosince 2013   | 9. dubna 2014     | 5ARG03    | 9,47                                   |
| 106          | 10        | The Old Man & the Tree  | Stařec a stromek Stařec a strom (Disney+)                      | Bryan Cranston       | Paul Corrigan a Brad Walsh                             | 11. prosince 2013  | 10. dubna 2014    | 5ARG10    | 10,61                                  |
| 107          | 11        | And One to Grow On      | Tanečníkem proti své vůli Taneční (Disney+)                    | Gail Mancuso         | Jeffrey Richman                                        | 8. ledna 2014      | 15. dubna 2014    | 5ARG12    | 9,51                                   |
| 108          | 12        | Under Pressure          | Pod tlakem                                                     | James Bagdonas       | Elaine Ko                                              | 15. ledna 2014     | 16. dubna 2014    | 5ARG11    | 9,14                                   |
| 109          | 13        | Three Dinners           | Tři večeře                                                     | Steven Levitan       | Abraham Higginbotham, Steven Levitan a Jeffrey Richman | 22. ledna 2014     | 17. června 2014   | 5ARG15    | 9,59                                   |
| 110          | 14        | iSpy                    | Špehovačka Slídilové (Disney+)                                 | Gail Mancuso         | Abraham Higginbotham                                   | 5. února 2014      | 18. června 2014   | 5ARG13    | 9,87                                   |
| 111          | 15        | The Feud                | Sváry a jiné nešvary Jablko sváru (Disney+)                    | Ryan Case            | námět: Dan O'Shannon scénář: Christopher Lloyd         | 26. února 2014     | 19. června 2014   | 5ARG14    | 8,52                                   |
| 112          | 16        | Spring-a-Ding-Fling     | Kdopak by se plesu bál Máj je lásky čas (Disney+)              | Gail Mancuso         | Ben Karlin                                             | 5. března 2014     | 24. června 2014   | 5ARG16    | 9,22                                   |
| 113          | 17        | Other People's Children | Rodinná rošáda Výměna dětí (Disney+)                           | Jim Hensz            | Megan Ganz                                             | 12. března 2014    | 25. června 2014   | 5ARG17    | 9,39                                   |
| 114          | 18        | Las Vegas               | Las Vegas Vegas (Disney+)                                      | Gail Mancuso         | Paul Corrigan, Brad Walsh a Bill Wrubel                | 26. března 2014    | 26. června 2014   | 5ARG18    | 10,09                                  |
| 115          | 19        | A Hard Jay's Night      | Jayova párty Night Perný den (Disney+)                         | Beth McCarthy-Miller | Megan Ganz a Ben Karlin                                | 2. dubna 2014      | 1. července 2014  | 5ARG20    | 9,00                                   |
| 116          | 20        | Australia               | Austrálie                                                      | Steven Levitan       | Elaine Ko a Danny Zuker                                | 23. dubna 2014     | 2. července 2014  | 5ARG21    | 9,59                                   |
| 117          | 21        | Sleeper                 | Spáč                                                           | Ryan Case            | Paul Corrigan, Brad Walsh a Bill Wrubel                | 30. dubna 2014     | 3. července 2014  | 5ARG22    | 8,39                                   |
| 118          | 22        | Message Received        | Zpráva z minulosti Je to jasné (Disney+)                       | Jeffrey Walker       | Steven Levitan                                         | 7. května 2014     | 8. července 2014  | 5ARG19    | 8,55                                   |
| 119          | 23        | The Wedding (Part 1)    | Svatba 1/2 Svatba, část první (Disney+)                        | Steven Levitan       | Abraham Higginbotham, Ben Karlin a Jeffrey Richman     | 14. května 2014    | 9. července 2014  | 5ARG23    | 9,08                                   |
| 120          | 24        | The Wedding (Part 2)    | Svatba 2/2 Svatba, část druhá (Disney+)                        | Alisa Statman        | Megan Ganz, Christopher Lloyd a Dan O'Shannon          | 21. května 2014    | 10. července 2014 | 5ARG24    | 10,45                                  |

### Šestá řada (2014–2015)
| Č. v seriálu | Č. v řadě | Původní název                     | Český název                                                                  | Režie                | Scénář                                                       | Premiéra v USA     | Premiéra v ČR   | Prod. kód | Sledovanost v USA (v milionech diváků) |
| ------------ | --------- | --------------------------------- | ---------------------------------------------------------------------------- | -------------------- | ------------------------------------------------------------ | ------------------ | --------------- | --------- | -------------------------------------- |
| 121          | 1         | The Long Honeymoon                | Dlouhé líbánky Nekonečné líbánky (Disney+)                                   | Beth McCarthy-Miller | Danny Zuker                                                  | 24. září 2014      | 3. února 2015   | 6ARG01    | 11,38                                  |
| 122          | 2         | Do Not Push                       | Netlač na to Netlač na pilu (Disney+)                                        | Gail Mancuso         | Megan Ganz                                                   | 1. října 2014      | 4. února 2015   | 6ARG02    | 10,56                                  |
| 123          | 3         | The Cold                          | Nachlazení Rýma, nerýma, koho to zajímá (Disney+)                            | Jim Hensz            | Rick Wiener a Kenny Schwartz                                 | 8. října 2014      | 5. února 2015   | 6ARG03    | 10,30                                  |
| 124          | 4         | Marco Polo                        | Marco Polo Marco polo (Disney+)                                              | Fred Savage          | Elaine Ko                                                    | 15. října 2014     | 10. února 2015  | 6ARG05    | 9,71                                   |
| 125          | 5         | Won't You Be Our Neighbor         | Budete naši sousedi? Ideální sousedé (Disney+)                               | Gail Mancuso         | Paul Corrigan a Brad Walsh                                   | 22. října 2014     | 11. února 2015  | 6ARG04    | 10,16                                  |
| 126          | 6         | Halloween 3: AwesomeLand          | Halloween 3: Úžasňákov Halloween 3: země úžasu (Disney+)                     | Gail Mancuso         | Paul Corrigan, Brad Walsh a Abraham Higginbotham             | 29. října 2014     | 12. února 2015  | 6ARG06    | 9,92                                   |
| 127          | 7         | Queer Eyes, Full Hearts           | Ten dělá to a ten zas tohle Zdání klame (Disney+)                            | Jason Winer          | Stephen Lloyd                                                | 12. listopadu 2014 | 17. února 2015  | 6ARG08    | 9,83                                   |
| 128          | 8         | Three Turkeys                     | Tři krocani                                                                  | Beth McCarthy-Miller | Jeffrey Richman                                              | 19. listopadu 2014 | 18. února 2015  | 6ARG09    | 10,88                                  |
| 129          | 9         | Strangers in the Night            | V nouzi poznáš kolegu Cizinci v noci (Disney+)                               | Fred Savage          | Chuck Tatham                                                 | 3. prosince 2014   | 19. února 2015  | 6ARG07    | 9,02                                   |
| 130          | 10        | Haley's 21st Birthday             | Haley je plnoletá Hayleiny jednadvacetiny (Disney+)                          | Alisa Statman        | Abraham Higginbotham                                         | 10. prosince 2014  | 24. února 2015  | 6ARG10    | 9,69                                   |
| 131          | 11        | The Day We Almost Died            | Den, kdy na nás sáhla smrt Den, kdy jsme téměř zemřeli (Disney+)             | James Bagdonas       | Danny Zuker                                                  | 7. ledna 2015      | 25. února 2015  | 6ARG13    | 9,29                                   |
| 132          | 12        | The Big Guns                      | Soused přes palubu Těžké kalibry (Disney+)                                   | Jeffrey Walker       | Vali Chandrasekaran                                          | 14. ledna 2015     | 26. února 2015  | 6ARG14    | 9,44                                   |
| 133          | 13        | Rash Decisions                    | Vyrážka Ukvapená rozhodnutí (Disney+)                                        | Jim Hensz            | námět: Anthony Lombardo a Clint McCray scénář: Daisy Gardner | 4. února 2015      | 2. června 2015  | 6ARG16    | 9,87                                   |
| 134          | 14        | Valentine's Day 4: Twisted Sister | Valentýn 4: Sestra v akci Den svatého Valentýna 4: vyšinutá sestra (Disney+) | Fred Savage          | Jeffrey Richman                                              | 11. února 2015     | 3. června 2015  | 6ARG15    | 9,77                                   |
| 135          | 15        | Fight or Flight                   | Letohrádky První třída (Disney+)                                             | Steven Levitan       | Abraham Higginbotham                                         | 18. února 2015     | 4. června 2015  | 6ARG18    | 8,80                                   |
| 136          | 16        | Connection Lost                   | Ztráta spojení Spojení přerušeno (Disney+)                                   | Steven Levitan       | Steven Levitan a Megan Ganz                                  | 25. února 2015     | 9. června 2015  | 6ARG12    | 9,32                                   |
| 137          | 17        | Closet? You'll Love It!           | Skříně? Skříně! Skříně? Kdo by je nemiloval! (Disney+)                       | Ryan Case            | Elaine Ko                                                    | 4. března 2015     | 10. června 2015 | 6ARG11    | 9,61                                   |
| 138          | 18        | Spring Break                      | Jarní prázdniny                                                              | Gail Mancuso         | Paul Corrigan a Brad Walsh                                   | 25. března 2015    | 11. června 2015 | 6ARG17    | 8,71                                   |
| 139          | 19        | Grill, Interrupted                | Gril problémy neřeší Pořádek dělá přátele (Disney+)                          | James Bagdonas       | Paul Corrigan, Brad Walsh a Jeffrey Richman                  | 1. dubna 2015      | 16. června 2015 | 6ARG21    | 9,43                                   |
| 140          | 20        | Knock 'Em Down                    | Všechny jednou ranou Kuželka ke kuželce sedá (Disney+)                       | Beth McCarthy-Miller | Rick Wiener a Kenny Schwartz                                 | 22. dubna 2015     | 17. června 2015 | 6ARG20    | 8,85                                   |
| 141          | 21        | Integrity                         | Zásady Vydupat si svou (Disney+)                                             | Chris Koch           | Stephen Lloyd a Chuck Tatham                                 | 29. dubna 2015     | 18. června 2015 | 6ARG19    | 8,00                                   |
| 142          | 22        | Patriot Games                     | Hra patriotů Vysoká hra patriotů (Disney+)                                   | Alisa Statman        | Vali Chandrasekaran                                          | 6. května 2015     | 23. června 2015 | 6ARG22    | 8,57                                   |
| 143          | 23        | Crying Out Loud                   | Brečím, brečíš, brečíme Kristova noho! (Disney+)                             | Ryan Case            | Megan Ganz, Stephen Lloyd a Chuck Tatham                     | 13. května 2015    | 24. června 2015 | 6ARG23    | 8,13                                   |
| 144          | 24        | American Skyper                   | Americký skyper Díky bohu za Skype (Disney+)                                 | Steven Levitan       | Elaine Ko                                                    | 20. května 2015    | 25. června 2015 | 6ARG24    | 7,20                                   |

### Sedmá řada (2015–2016)
| Č. v seriálu | Č. v řadě | Původní název                 | Český název                                                               | Režie                | Scénář                        | Premiéra v USA     | Premiéra v ČR   | Prod. kód | Sledovanost v USA (v milionech diváků) |
| ------------ | --------- | ----------------------------- | ------------------------------------------------------------------------- | -------------------- | ----------------------------- | ------------------ | --------------- | --------- | -------------------------------------- |
| 145          | 1         | Summer Lovin'                 | Letní lásky Letní láska (Disney+)                                         | Jim Hensz            | Abraham Higginbotham          | 23. září 2015      | 2. února 2016   | 7ARG01    | 9,46                                   |
| 146          | 2         | The Day Alex Left for College | Den, kdy Alex odjela na vysokou Den, kdy Alex odešla na vysokou (Disney+) | Jeffrey Walker       | Danny Zuker                   | 30. září 2015      | 3. února 2016   | 7ARG02    | 8,72                                   |
| 147          | 3         | The Closet Case               | Kostlivci ve skříni Tajnůskář (Disney+)                                   | Beth McCarthy-Miller | Paul Corrigan a Brad Walsh    | 7. října 2015      | 4. února 2016   | 7ARG03    | 7,99                                   |
| 148          | 4         | She Crazy                     | Mešuge Něco na tom bude (Disney+)                                         | Gail Mancuso         | Elaine Ko                     | 14. října 2015     | 9. února 2016   | 7ARG04    | 7,88                                   |
| 149          | 5         | The Verdict                   | Rozsudek Verdikt (Disney+)                                                | Alisa Statman        | Chuck Tatham                  | 21. října 2015     | 10. února 2016  | 7ARG05    | 7,80                                   |
| 150          | 6         | The More You Ignore Me        | Já jsem tady pán Čím víc mě ignoruješ... (Disney+)                        | Gail Mancuso         | Vali Chandrasekaran           | 11. listopadu 2015 | 11. února 2016  | 7ARG06    | 8,15                                   |
| 151          | 7         | Phil's Sexy, Sexy House       | Philův sexy dům Tutově luxusní dům (Disney+)                              | Beth McCarthy-Miller | Stephen Lloyd                 | 18. listopadu 2015 | 16. února 2016  | 7ARG08    | 8,38                                   |
| 152          | 8         | Clean Out Your Junk Drawer    | Vykliďte si šuplík Pryč s harampádím (Disney+)                            | Steven Levitan       | Steven Levitan                | 2. prosince 2015   | 17. února 2016  | 7ARG07    | 7,35                                   |
| 153          | 9         | White Christmas               | Bílé Vánoce Sním o vánocích bílých (Disney+)                              | Gail Mancuso         | Andy Gordon a Jon Pollack     | 9. prosince 2015   | 18. února 2016  | 7ARG11    | 8,20                                   |
| 154          | 10        | Playdates                     | Párování Družme se (Disney+)                                              | Claire Scanlon       | Jeffrey Richman               | 6. ledna 2016      | 1. dubna 2016   | 7ARG09    | 8,35                                   |
| 155          | 11        | Spread Your Wings             | Sbohem, rodné hnízdo Vyleť z hnízda (Disney+)                             | James Bagdonas       | Vanessa McCarthy a Ryan Walls | 13. ledna 2016     | 8. dubna 2016   | 7ARG10    | 8,17                                   |
| 156          | 12        | Clean for a Day               | Vzpomínky zůstanou Velký úklid (Disney+)                                  | Beth McCarthy-Miller | Paul Corrigan a Brad Walsh    | 10. února 2016     | 15. dubna 2016  | 7ARG13    | 7,80                                   |
| 157          | 13        | Thunk in the Trunk            | Zoufalý manžílek Čmuchalové (Disney+)                                     | Phil Traill          | Elaine Ko                     | 17. února 2016     | 22. dubna 2016  | 7ARG12    | 7,48                                   |
| 158          | 14        | The Storm                     | Bouřka                                                                    | James Bagdonas       | Danny Zuker                   | 24. února 2016     | 29. dubna 2016  | 7ARG16    | 8,10                                   |
| 159          | 15        | I Don't Know How She Does It  | Jak to jenom dělá Superžena (Disney+)                                     | Ryan Case            | Jeffrey Richman               | 2. března 2016     | 6. května 2016  | 7ARG14    | 8,22                                   |
| 160          | 16        | The Cover-Up                  | Kamufláž Tajnosti a lži (Disney+)                                         | Jim Hensz            | Chuck Tatham                  | 16. března 2016    | 13. května 2016 | 7ARG15    | 8,14                                   |
| 161          | 17        | Express Yourself              | Paříž? Pařím! Paříži, má lásko! (Disney+)                                 | Alisa Statman        | Abraham Higginbotham          | 23. března 2016    | 20. května 2016 | 7ARG18    | 7,69                                   |
| 162          | 18        | The Party                     | Mejdan se vším všudy Večírek (Disney+)                                    | Steven Levitan       | Vali Chandrasekaran           | 6. dubna 2016      | 27. května 2016 | 7ARG17    | 7,51                                   |
| 163          | 19        | Man Shouldn't Lie             | Lež má krátké nohy Správný muž by neměl lhát (Disney+)                    | Gail Mancuso         | Andy Gordon                   | 13. dubna 2016     | 3. června 2016  | 7ARG19    | 7,44                                   |
| 164          | 20        | Promposal                     | Pozvání na ples                                                           | Ken Whittingham      | Stephen Lloyd                 | 4. května 2016     | 10. června 2016 | 7ARG20    | 7,42                                   |
| 165          | 21        | Crazy Train                   | Poprask ve vlaku Vlak plný bláznů (Disney+)                               | Jim Hensz            | Jon Pollack a Ryan Walls      | 11. května 2016    | 17. června 2016 | 7ARG21    | 7,16                                   |
| 166          | 22        | Double Click                  | Dvojklik                                                                  | James Bagdonas       | Elaine Ko                     | 18. května 2016    | 24. června 2016 | 7ARG22    | 6,79                                   |

### Osmá řada (2016–2017)
| Č. v seriálu | Č. v řadě | Původní název                         | Český název                                                                    | Režie                | Scénář                                            | Premiéra v USA     | Premiéra v ČR   | Prod. kód | Sledovanost v USA (v milionech diváků) |
| ------------ | --------- | ------------------------------------- | ------------------------------------------------------------------------------ | -------------------- | ------------------------------------------------- | ------------------ | --------------- | --------- | -------------------------------------- |
| 167          | 1         | A Tale of Three Cities                | Příběh tří měst                                                                | Chris Koch           | Elaine Ko                                         | 21. září 2016      | 27. ledna 2017  | 8ARG01    | 8,24                                   |
| 168          | 2         | A Stereotypical Day                   | Takový normální den Stereotypní den (Disney+)                                  | Ryan Case            | Vali Chandrasekaran                               | 28. září 2016      | 3. února 2017   | 8ARG03    | 7,41                                   |
| 169          | 3         | Blindsided                            | Oběti a objetí Zákeřný útok (Disney+)                                          | Jim Hensz            | Christy Stratton a Danny Zuker                    | 5. října 2016      | 10. února 2017  | 8ARG02    | 6,97                                   |
| 170          | 4         | Weathering Heights                    | Polojasno, občas srážky Neváhej a toč (Disney+)                                | Gail Mancuso         | Paul Corrigan a Brad Walsh                        | 12. října 2016     | 17. února 2017  | 8ARG04    | 7,50                                   |
| 171          | 5         | Halloween IV : Revenge of Rod Skyhook | Halloween 4 - Pomsta Roda Skyhooka Halloween 4: pomsta Roda Skyhooka (Disney+) | Chris Koch           | Stephen Lloyd                                     | 26. října 2016     | 24. února 2017  | 8ARG06    | 7,38                                   |
| 172          | 6         | Grab It                               | Čapni to!                                                                      | Beth McCarthy-Miller | Jeffrey Richman                                   | 9. listopadu 2016  | 3. března 2017  | 8ARG05    | 7,23                                   |
| 173          | 7         | Thanksgiving Jamboree                 | Farmářské díkůvzdání Den díkůvzdání (Disney+)                                  | Steven Levitan       | Jon Pollack a Chuck Tatham                        | 16. listopadu 2016 | 10. března 2017 | 8ARG08    | 7,33                                   |
| 174          | 8         | The Alliance                          | Tajný spolek Spojenectví (Disney+)                                             | James Bagdonas       | Andy Gordon a Ryan Walls                          | 30. listopadu 2016 | 17. března 2017 | 8ARG09    | 6,81                                   |
| 175          | 9         | Snow Ball                             | Zimní ples Sněhový ples (Disney+)                                              | Beth McCarthy-Miller | Christy Stratton a Stephen Lloyd                  | 14. prosince 2016  | 24. března 2017 | 8ARG10    | 6,81                                   |
| 176          | 10        | Ringmaster Keifth                     | Principál Keifth                                                               | Jim Hensz            | Vali Chandrasekaran                               | 4. ledna 2017      | 31. března 2017 | 8ARG11    | 7,57                                   |
| 177          | 11        | Sarge & Pea                           | Serža a Kvítek Nostalgie (Disney+)                                             | James Bagdonas       | Abraham Higginbotham                              | 11. ledna 2017     | 7. dubna 2017   | 8ARG07    | 7,59                                   |
| 178          | 12        | Do You Believe in Magic               | Láska je mocná čarodějka Věříte v kouzla? (Disney+)                            | Gail Mancuso         | Jon Pollack                                       | 8. února 2017      | 14. dubna 2017  | 8ARG15    | 7,34                                   |
| 179          | 13        | Do It Yourself                        | Udělej si sám                                                                  | Jeffrey Walker       | Paul Corrigan a Brad Walsh                        | 15. února 2017     | 21. dubna 2017  | 8ARG12    | 6,92                                   |
| 180          | 14        | Heavy is the Head                     | Těžká je hlava... Těžký úděl (Disney+)                                         | Ken Whittingham      | Danny Zuker                                       | 22. února 2017     | 28. dubna 2017  | 8ARG14    | 6,65                                   |
| 181          | 15        | Finding Fizbo                         | Hledá se Fizbo Pátrání po Fitzbovi (Disney+)                                   | James Bagdonas       | Abraham Higginbotham a Chuck Tatham               | 1. března 2017     | 5. května 2017  | 8ARG16    | 6,41                                   |
| 182          | 16        | Basketball                            | Basketbal Basketball! (Disney+)                                                | Jim Hensz            | Elaine Ko                                         | 8. března 2017     | 12. května 2017 | 8ARG13    | 6,49                                   |
| 183          | 17        | Pig Moon Rising                       | Prasečinky Prasátko Lilly (Disney+)                                            | Chris Koch           | Paul Corrigan a Brad Walsh                        | 15. března 2017    | 19. května 2017 | 8ARG17    | 6,12                                   |
| 184          | 18        | Five Minutes                          | Pět minut                                                                      | Gail Mancuso         | Elaine Ko                                         | 29. března 2017    | 26. května 2017 | 8ARG18    | 6,79                                   |
| 185          | 19        | Frank's Wedding                       | Frankova svatba Frank se žení (Disney+)                                        | Beth McCarthy-Miller | Andy Gordon                                       | 5. dubna 2017      | 2. června 2017  | 8ARG19    | 6,25                                   |
| 186          | 20        | All Things Being Equal                | Všichni jsme si rovni                                                          | Michelle MacLaren    | Christy Stratton a Ryan Walls                     | 3. května 2017     | 9. června 2017  | 8ARG20    | 5,65                                   |
| 187          | 21        | Alone Time                            | Čas pro sebe Klidný odpočinek (Disney+)                                        | Jim Hensz            | Abraham Higginbotham, Stephen Lloyd a Danny Zuker | 10. května 2017    | 16. června 2017 | 8ARG21    | 5,71                                   |
| 188          | 22        | The Graduates                         | Maturanti                                                                      | Steven Levitan       | Jon Pollack, Jeffrey Richman a Chuck Tatham       | 17. května 2017    | 23. června 2017 | 8ARG22    | 6,20                                   |

### Devátá řada (2017–2018)
| Č. v seriálu | Č. v řadě | Původní název                       | Český název                                             | Režie                | Scénář                                                       | Premiéra v USA     | Premiéra v ČR   | Prod. kód | Sledovanost v USA (v milionech diváků) |
| ------------ | --------- | ----------------------------------- | ------------------------------------------------------- | -------------------- | ------------------------------------------------------------ | ------------------ | --------------- | --------- | -------------------------------------- |
| 189          | 1         | Lake Life                           | Jezerní život Život u vody (Disney+)                    | James Bagdonas       | Elaine Ko                                                    | 27. září 2017      | 2. února 2018   | 9ARG03    | 7,01                                   |
| 190          | 2         | The Long Goodbye                    | Dokonalé rozloučení Dlouhé loučení (Disney+)            | Jim Hensz            | Paul Corrigan a Brad Walsh                                   | 4. října 2017      | 9. února 2018   | 9ARG02    | 6,36                                   |
| 191          | 3         | Catch of the Day                    | Nešťastné spoďáry Úlovek dne (Disney+)                  | Fred Savage          | Jeffrey Richman                                              | 11. října 2017     | 16. února 2018  | 9ARG01    | 6,27                                   |
| 192          | 4         | Sex, Lies and Kickball              | Sex, lži a kickball                                     | John Riggi           | Abraham Higginbotham                                         | 18. října 2017     | 23. února 2018  | 9ARG05    | 6,22                                   |
| 193          | 5         | It's the Great Pumpkin, Phil Dunphy | Obří dýně Philova velká dýně (Disney+)                  | Beth McCarthy-Miller | Jon Pollack                                                  | 25. října 2017     | 2. března 2018  | 9ARG04    | 5,96                                   |
| 194          | 6         | Ten Years Later                     | Deset let poté O deset let později (Disney+)            | Fred Savage          | Danny Zuker                                                  | 1. listopadu 2017  | 9. března 2018  | 9ARG08    | 5,51                                   |
| 195          | 7         | Winner Winner Turkey Dinner         | Vítězové večeří krocana Připijme si na vítěze (Disney+) | Beth McCarthy-Miller | Bill Wrubel                                                  | 15. listopadu 2017 | 16. března 2018 | 9ARG06    | 5,96                                   |
| 196          | 8         | Brushes with Celebrity              | Setkání s celebritami Setkání s celebritou (Disney+)    | Jeffrey Walker       | Vali Chandrasekaran                                          | 29. listopadu 2017 | 23. března 2018 | 9ARG09    | 6,15                                   |
| 197          | 9         | Tough Love                          | Drsná výchova Přísná láska (Disney+)                    | John Riggi           | Stephen Lloyd                                                | 6. prosince 2017   | 30. března 2018 | 9ARG10    | 5,81                                   |
| 198          | 10        | No Small Feet                       | Na vlastních nohou Výkon hodný mistra (Disney+)         | James Bagdonas       | námět: Ryan Walls a Matt Plonsker scénář: Ryan Walls         | 13. prosince 2017  | 6. dubna 2018   | 9ARG07    | 5,89                                   |
| 199          | 11        | He Said, She Said                   | Dámské doupě Zašívárna (Disney+)                        | Jim Hensz            | Jeffrey Richaman a Ryan Walls                                | 3. ledna 2018      | 13. dubna 2018  | 9ARG11    | 5,90                                   |
| 200          | 12        | Dear Beloved Family                 | Rodinná láska Drahá rodino (Disney+)                    | Gail Mancuso         | Bill Wrubel                                                  | 10. ledna 2018     | 20. dubna 2018  | 9ARG12    | 5,81                                   |
| 201          | 13        | In Your Head                        | Ve tvojí hlavě Jen v tvých představách (Disney+)        | Steven Levitan       | Jack Burditt                                                 | 17. ledna 2018     | 27. dubna 2018  | 9ARG13    | 6,24                                   |
| 202          | 14        | Written in the Stars                | Psáno ve hvězdách Vepsáno ve hvězdách (Disney+)         | Jaffar Mahmood       | Abraham Higginbotham a Jon Pollack                           | 28. února 2018     | 4. května 2018  | 9ARG15    | 4,96                                   |
| 203          | 15        | Spanks for the Memories             | Chceš naplácat? Nezapomenutelný výprask (Disney+)       | James Bagdonas       | Paul Corrigan a Brad Walsh                                   | 7. března 2018     | 11. května 2018 | 9ARG14    | 5,25                                   |
| 204          | 16        | Wine Weekend                        | Víkend plný vína Víno, víkend, Winfreyová (Disney+)     | Beth McCarthy-Miller | Elaine Ko                                                    | 21. března 2018    | 18. května 2018 | 9ARG16    | 5,56                                   |
| 205          | 17        | Royal Visit                         | Královská návštěva                                      | Gail Mancuso         | námět: Jeffrey Richman scénář: Jack Burditt a Jessica Poter  | 28. března 2018    | 25. května 2018 | 9ARG17    | 5,43                                   |
| 206          | 18        | Daddy Issues                        | Tátovské problémy Podezřelá podoba (Disney+)            | Chris Koch           | Vali Chandrasekaran a Stephen Lloyd                          | 4. dubna 2018      | 1. června 2018  | 9ARG18    | 5,61                                   |
| 207          | 19        | CHiPs and Salsa                     | Magická salsa Salsa nad zlato (Disney+)                 | Gail Mancuso         | Paul Corrigan, Brad Walsh a Bill Wrubel                      | 11. dubna 2018     | 8. června 2018  | 9ARG19    | 4,97                                   |
| 208          | 20        | Mother!                             | Matky Matka! (Disney+)                                  | Eric Dean Seaton     | námět: Abraham Higginbotham scénář: Jon Pollack a Ryan Walls | 2. května 2018     | 15. června 2018 | 9ARG20    | 4,60                                   |
| 209          | 21        | The Escape                          | Únikovka Zachraň se, kdo můžeš (Disney+)                | Steven Levitan       | Jack Burditt a Danny Zuker                                   | 9. května 2018     | 22. června 2018 | 9ARG21    | 4,73                                   |
| 210          | 22        | Clash of Swords                     | Hra o runy Souboj mečů (Disney+)                        | Jim Hensz            | Elaine Ko a Stephen Lloyd                                    | 16. května 2018    | 29. června 2018 | 9ARG22    | 5,02                                   |

### Desátá řada (2018–2019)
| Č. v seriálu | Č. v řadě | Původní název                   | Český název                                              | Režie                | Scénář                                      | Premiéra v USA     | Premiéra v ČR     | Prod. kód | Sledovanost v USA (v milionech diváků) |
| ------------ | --------- | ------------------------------- | -------------------------------------------------------- | -------------------- | ------------------------------------------- | ------------------ | ----------------- | --------- | -------------------------------------- |
| 211          | 1         | I Love a Parade                 | Zbožňujeme přehlídky Slavnostní průvod (Disney+)         | James Bagdonas       | Paul Corrigan a Brad Walsh                  | 26. září 2018      | 10. února 2019    | AARG01    | 5,40                                   |
| 212          | 2         | Kiss and Tell                   | Polibek a přiznání Osudový polibek (Disney+)             | Steven Levitan       | Abraham Higginbotham a Jon Pollack          | 3. října 2018      | 17. února 2019    | AARG02    | 5,39                                   |
| 213          | 3         | A Sketchy Area                  | Skica Pochybný obrázek (Disney+)                         | Jeffrey Walker       | Elaine Ko                                   | 10. října 2018     | 24. února 2019    | AARG03    | 5,10                                   |
| 214          | 4         | Torn Between Two Lovers         | Koho si vybrat? Rozpolcená (Disney+)                     | Beth McCarthy-Miller | Jeffrey Richman a Danny Zuker               | 17. října 2018     | 3. března 2019    | AARG04    | 5,03                                   |
| 215          | 5         | Good Grief                      | Upřímnou soustrast Smutný Halloween (Disney+)            | Beth McCarthy-Miller | Vali Chandrasekaran a Stephen Lloyd         | 24. října 2018     | 10. března 2019   | AARG06    | 5,27                                   |
| 216          | 6         | On the Same Paige               | Paige Na stejné vlně (Disney+)                           | Ryan Case            | Ryan Walls                                  | 31. října 2018     | 17. března 2019   | AARG05    | 5,01                                   |
| 217          | 7         | Did the Chicken Cross the Road? | Ví se o slepici... Slepice nebo vejce? (Disney+)         | Eric Dean Seaton     | Bill Wrubel                                 | 7. listopadu 2018  | 24. března 2019   | AARG07    | 5,44                                   |
| 218          | 8         | Kids These Days                 | Dnešní mládež Ta dnešní mládež (Disney+)                 | James Bagdonas       | Jon Pollack a Danny Zuker                   | 28. listopadu 2018 | 31. března 2019   | AARG08    | 4,85                                   |
| 219          | 9         | Putting Down Roots              | Rodinné kořeny Zapustit kořeny (Disney+)                 | Kat Coiro            | Jon Pollack a Danny Zuker                   | 5. prosince 2018   | 7. dubna 2019     | AARG10    | 4,87                                   |
| 220          | 10        | Stuck in a Moment               | Velká novina Příhodný čas (Disney+)                      | Fred Savage          | Elaine Ko                                   | 12. prosince 2018  | 21. dubna 2019    | AARG09    | 5,69                                   |
| 221          | 11        | A Moving Day                    | Stěhování                                                | Iwona Sapienza       | Paul Corrigan a Brad Walsh                  | 9. ledna 2019      | 28. dubna 2019    | AARG12    | 4,82                                   |
| 222          | 12        | Blasts from the Past            | Vzpomínky Závan minulosti (Disney+)                      | Fred Savage          | Vali Chandrasekaran a Stephen Lloyd         | 16. ledna 2019     | 5. května 2019    | AARG11    | 4,62                                   |
| 223          | 13        | Whanex?                         | Afodál? Taková moderní technika (Disney+)                | Elaine Ko            | Bill Wrubel                                 | 23. ledna 2019     | 12. května 2019   | AARG13    | 4,50                                   |
| 224          | 14        | We Need to Talk About Lily      | Překvapení pro Lily Musíme si promluvit o Lily (Disney+) | Abraham Higginbotham | Abraham Higginbotham a Jeffrey Richman      | 30. ledna 2019     | 19. května 2019   | AARG14    | 4,92                                   |
| 225          | 15        | SuperShowerBabyBowl             | Fotbalová bejbyparty Fotbal a děti (Disney+)             | Helena Lamb          | Jack Burditt a Jon Pollack                  | 20. února 2019     | 26. května 2019   | AARG15    | 4,43                                   |
| 226          | 16        | Red Alert                       | Červená karkulka Pozor, pozor! (Disney+)                 | Julie Bowen          | Ryan Walls a Jessica Poter                  | 27. února 2019     | 2. června 2019    | AARG16    | 4,33                                   |
| 227          | 17        | The Wild                        | Volání divočiny Výlet do divočiny (Disney+)              | James Bagdonas       | Elaine Ko                                   | 13. března 2019    | 9. června 2019    | AARG17    | 4,65                                   |
| 228          | 18        | Stand By Your Man               | Chlapská moudra Stůj při svém muži (Disney+)             | Jim Hensz            | Jack Burditt, Jeffrey Richman a Bill Wrubel | 20. března 2019    | 16. června 2019   | AARG20    | 4,25                                   |
| 229          | 19        | Yes-Women                       | Holka, co říká „ano“ Jak se naučit říkat ano (Disney+)   | Fred Savage          | Paul Corrigan a Brad Walsh                  | 3. dubna 2019      | 23. června 2019   | AARG19    | 4,33                                   |
| 230          | 20        | Can't Elope                     | Proč se nevezmou potají? Budoucí novomanželé (Disney+)   | Jeffrey Walker       | Danny Zuker                                 | 10. dubna 2019     | 30. června 2019   | AARG18    | 4,81                                   |
| 231          | 21        | Commencement                    | Úvodní proslov Zahajovací řeč (Disney+)                  | Eric Dean Seaton     | Vali Chandrasekaran a Stephen Lloyd         | 1. května 2019     | 7. července 2019  | AARG21    | 4,24                                   |
| 232          | 22        | A Year of Birthdays             | Narozeniny Ohlédnutí (Disney+)                           | Steven Levitan       | Steven Levitan                              | 8. srpna 2019      | 14. července 2019 | AARG22    | 4,41                                   |

### Jedenáctá řada (2019–2020)
| Č. v seriálu | Č. v řadě | Původní název          | Český název                                           | Režie                | Scénář | Premiéra v USA     | Premiéra v ČR   | Prod. kód | Sledovanost v USA (v milionech diváků) |
| ------------ | --------- | ---------------------- | ----------------------------------------------------- | -------------------- | --- | ------------------ | --------------- | --------- | -------------------------------------- |
| 233          | 1         | New Kids on the Block  | Nové děti na hřišti Rady nad zlato (Disney+)          | Gail Mancuso         | Paul Corrigan a Brad Walsh                                                                                    | 25. září 2019      | 9. února 2020   | BARG01    | 4,09                                   |
| 234          | 2         | Snapped                | Nervy Interview (Disney+)                             | Michael Spiller      | Elaine Ko | 2. října 2019      | 16. února 2020  | BARG02    | 4,32                                   |
| 235          | 3         | Perfect Pairs          | Dokonalé páry Chůvy se hodí (Disney+)                 | Iwona Sapienza       | Stephen Lloyd                                                                                                 | 9. října 2019      | 23. února 2020  | BARG04    | 3,95                                   |
| 236          | 4         | Pool Party             | Párty u bazénu                                        | Abraham Higginbotham | Abraham Higginbotham a Jon Pollack                                                                            | 16. října 2019     | 1. března 2020  | BARG03    | 4,21                                   |
| 237          | 5         | The Last Halloween     | Poslední Halloween                                    | Fred Savage          | Danny Zuker                                                                                                   | 30. října 2019     | 8. března 2020  | BARG06    | 3,93                                   |
| 238          | 6         | A Game of Chicken      | Hrátky s kuřetem Hra nervů (Disney+)                  | Helena Lamb          | Vali Chandrasekaran                                                                                           | 6. listopadu 2019  | 15. března 2020 | BARG05    | 3,95                                   |
| 239          | 7         | The Last Thanksgiving  | Poslední Díkůvzdání Poslední den Díkůvzdání (Disney+) | Eric Dean Seaton     | Jeffrey Richman                                                                                               | 20. listopadu 2019 | 22. března 2020 | BARG10    | 3,95                                   |
| 240          | 8         | Tree's A Crowd         | Strom do party Moc lidí najednou (Disney+)            | Julie Bowen          | Ryan Walls | 4. prosince 2019   | 29. března 2020 | BARG07    | 3,82                                   |
| 241          | 9         | The Last Christmas     | Poslední Vánoce                                       | Jeff Walker          | Abraham Higginbotham a Jon Pollack                                                                            | 11. prosince 2019  | 5. dubna 2020   | BARG09    | 4,27                                   |
| 242          | 10        | The Prescott           | Prescoot Luxusní rezidence (Disney+)                  | Elaine Ko            | Elaine Ko | 8. ledna 2020      | 12. dubna 2020  | BARG08    | 6,39                                   |
| 243          | 11        | Legacy                 | Odkaz                                                 | Jason Kemp           | Jack Burditt a Christopher Lloyd                                                                              | 15. ledna 2020     | 19. dubna 2020  | BARG12    | 3,84                                   |
| 244          | 12        | Dead on a Rival        | Tuhý protivník Životní lekce (Disney+)                | Jason Winer          | Jeffrey Richman a Ryan Walls                                                                                  | 22. ledna 2020     | 26. dubna 2020  | BARG13    | 3,50                                   |
| 245          | 13        | Paris                  | Paříž                                                 | James Bagdonas       | Paul Corrigan a Brandon Walsh                                                                                 | 12. února 2020     | 3. května 2020  | BARG11    | 3,73                                   |
| 246          | 14        | Spuds                  | Brambory Rodiče to myslí vždy dobře (Disney+)         | Beth McCarthy-Miller | Vali Chandrasekaran a Stephen Lloyd                                                                           | 19. února 2020     | 10. května 2020 | BARG14    | 3,28                                   |
| 247          | 15        | Baby Steps             | Dětské krůčky                                         | Trey Clinesmith      | námět: Abraham Higginbotham a Jon Pollack scénář: Steven Levitan a Morgan Murphy                              | 18. března 2020    | 17. května 2020 | BARG15    | 4,33                                   |
| 248          | 16        | I'm Going to Miss This | Tohle mi bude chybět                                  | Fred Savage          | Jack Burditt a Danny Zuker                                                                                    | 1. dubna 2020      | 24. května 2020 | BARG16    | 4,33                                   |
| 249          | 17        | Finale                 | Finále: 1. část Finále, část první (Disney+)          | Steven Levitan       | Steven Levitan, Abraham Higginbotham, Jeffrey Richman, Stephen Lloyd, Jon Pollack, Morgan Murphy a Ryan Walls | 8. dubna 2020      | 31. května 2020 | BARG17    | 7,37                                   |
| 250          | 18        | Finale                 | Finále: 2. část Finále, část druhá (Disney+)          | Gail Mancuso         | Christopher Lloyd, Paul Corrigan, Brad Walsh, Danny Zuker, Elaine Ko, Vali Chandrasekaran a Jack Burditt      | 8. dubna 2020      | 7. června 2020  | BARG18    | 7,37                                   |

### Speciál (2020)
| Č. | Původní název     | Režie        | Scénář | Premiéra v USA | Premiéra v ČR | Prod. kód | Sledovanost v USA (v milionech diváků) |
| -- | ----------------- | ------------ | ------ | -------------- | ------------- | --------- | -------------------------------------- |
| 1  | A Modern Farewell | Chris Wilcha | —      | 8. dubna 2020  |               |           | 6,64                                   |